# Analytiska språk
Ej att förväxla med isolerade språk.
Analytiska språk eller isolerande språk är en lingvistisk term för att språktypologiskt kategorisera språk som oftare uttrycker grammatiska relationer genom att lägga till eller flytta på ord, än genom morfologi (böjningsformer). 
Motsatsen till analytiska kan sägas vara syntetiska där främst böjningar används för att uttrycka grammatiska funktioner.